# Serra de Faig-i-branca
La Serra de Faig-i-branca és una serra situada als municipis de la Pobla de Lillet a la comarca del Berguedà i de les Llosses a la comarca del Ripollès, amb una elevació màxima de 1.526,9 metres, a la Creueta (les Lloses).